# Guo Wenjun
Guo Wenjun (chiń. 郭文珺; pinyin Guō Wénjùn; ur. 22 czerwca 1984 r. w Xi’an) – chińska strzelczyni sportowa, dwukrotna mistrzyni olimpijska.
Specjalizuje się w strzelaniu z pistoletu pneumatycznego. Jest złotą medalistką igrzysk olimpijskich w 2008 roku w Pekinie i cztery lata później w Londynie.

## Igrzyska olimpijskie
| Igrzyska | Miejscowość    | Konkurencja                 | Kwalifikacje | Kwalifikacje | Finał                   | Finał                   |
| Igrzyska | Miejscowość    | Konkurencja                 | Wynik        | Pozycja      | Wynik                   | Pozycja                 |
| -------- | -------------- | --------------------------- | ------------ | ------------ | ----------------------- | ----------------------- |
| IO 2008  | Pekin          | Pistolet pneumatyczny, 10 m | 390          | 2. Q         | 492,3                   | złoto                   |
| IO 2012  | Londyn         | Pistolet pneumatyczny, 10 m | 388          | 1. Q         | 488,1                   | złoto                   |
| IO 2016  | Rio de Janeiro | Pistolet pneumatyczny, 10 m | 378          | 30.          | Nie zakwalifikowała się | Nie zakwalifikowała się |